# Phản pháo
Phản pháo là một loại chiến thuật chiến đấu của lực lượng pháo binh trong chiến tranh. Hoạt động của chiến thuật này nhằm phản công các cuộc tấn công của bệ phóng tên lửa, đại bác, các loại pháo và thậm chí là súng cối. Việc giáng trả được thực hiện ngay tức thì sau cuộc tấn công của đối phương, nhanh chóng định vị vị trí mà hỏa lực đối phương vừa bắn tới. Các phương tiện kỹ thuật cao như radar được sử dụng để phân tích nơi mà hỏa lực được bắn tới, dữ liệu về vị trí, như tọa độ được chuyển đến các đơn vị pháo binh đồng đội, để mau chóng pháo kích ngược lại vào các vị trí đó trong khi lực lượng địch vẫn còn đang pháo kích hoặc trước khi đối phương di chuyển rời khỏi vị trí mà họ vừa bắn.
Hoạt động này xuất hiện và cải tiến cách thức chiến đấu liên tục trong Thế chiến I.